# Anta e Guetim
Anta e Guetim (llamada oficialmente União das Freguesias de Anta e Guetim) es una freguesia portuguesa del municipio de Espinho, distrito de Aveiro.

## Historia
Fue creada el 28 de enero de 2013 en aplicación de una resolución de la Asamblea de la República de Portugal promulgada el 16 de enero de 2013 con la unión de las freguesias de Anta y Guetim, pasando su sede a estar situada en la antigua freguesia de Anta.

## Demografía
| Gráfica de evolución demográfica de Anta e Guetim entre 2011 y 2021 |
|                                                                     |
| Datos según el nomenclátor publicado por el INE portugués.          |